# Daimachos (4. Jahrhundert v. Chr.)
Daimachos war ein antiker griechischer Geschichtsschreiber. Er lebte im 4. Jahrhundert v. Chr.
Daimachos stammte, wie ein anderer gleichnamiger Geschichtsschreiber, aus Plataiai. Ansonsten ist über seine Person kaum etwas bekannt. Er verfasste ein heute verlorenes Geschichtswerk, wovon nur wenige Fragmente erhalten sind. Es ist unklar, ob es sich um eine ausführlichere Zeitgeschichte oder eher ein lokalgeschichtliches Werk handelte. Felix Jacoby hielt jedenfalls Daimachos für den Verfasser einer Universalgeschichte und sogar für den möglichen Autor der Hellenika Oxyrhynchia. Diese These wird in der neueren Forschung allerdings abgelehnt.

## Textausgaben
- Die Fragmente der griechischen Historiker, Nr. 65
- Brill’s New Jacoby, Nr. 65 (mit englischer Übersetzung, Kommentar und biographischer Skizze von Johannes Engels)